# هوگو گرنسبک
هوگو گرنسبک (انگلیسی: Hugo Gernsback; ۱۶ اوت ۱۸۸۴ – ۱۹ اوت ۱۹۶۷) یک مخترع، ویراستار، و نویسنده اهل ایالات متحده آمریکا بود.